# I've Got a Feeling
I've Got a Feeling is een nummer van The Beatles, oorspronkelijk verschenen op het album Let It Be. Het is toegeschreven aan Lennon-McCartney, en is inderdaad zowel door John Lennon als Paul McCartney geschreven. Het is de eerste keer sinds A Day in the Life van Sgt. Pepper's Lonely Hearts Club Band dat beide bandleden samen een nummer schreven, en het zou meteen ook het laatste nummer zijn dat door Lennon en McCartney samen geschreven is.

## Beschrijving
Het nummer bestaat uit twee delen, die apart geschreven zijn door McCartney en Lennon. McCartney schreef het eerste deel I've Got a Feeling, en Lennon schreef Everybody Had a Hard Year. Composities van The Beatles bestaan wel vaker uit twee aparte liedjes of ideeën. Cry Baby Cry is bijvoorbeeld door Lennon geschreven, maar de outro is een andere compositie van McCartney, Can You Take Me Back?, Lennons deel van I've Got a Feeling is geïnspireerd op zijn eigen annus horibilis: hij was verwikkeld in een scheiding met Cynthia Lennon, de groepsdynamiek van The Beatles verslechterde in die periode, Yoko Ono had een miskraam, en hijzelf werd opgepakt voor het bezit van marihuana. Everybody Had a Hard Year contrasteert met het optimistische I've Got a Feeling, ook al heeft Lennons deel een humoristische dimensie. Repetities van het nummer en het Rooftop Concert worden weergegeven in de film Let It Be van Michael Lindsay-Hogg. Lennon merkte bij wijze van humoristische opmerking op dat iedereen "a hard year" had de nacht voordien, verwijzend naar het nummer The Night Before van het album Help!.

## Opname
Opnames van het nummer vonden plaats in januari 1969 in, en op het gebouw van de Apple Studios in Savile Row, Londen. Enkele nummers op Let It Be werden ook door de band gespeeld tijdens het Rooftop Concert op het dak van de Apple Studios op 30 januari 1969. Net zoals Dig a Pony en One After 909 is de Rooftop-versie de uiteindelijke versie die op het album terechtkwam, inclusief de foutieve gitaarriff van Lennon rond 2:42. Het is het enige nummer van het Rooftop-concert waarbij Harrison zingt.

## Andere versies
Een versie van het nummer kwam terech op Let It Be... Naked, en is een samenvoegsel van twee Rooftop-uitvoeringen.
Ook op het verzamelalbum Anthology 3 is I've Got a Feeling opgenomen. Deze versie is een studioversie die ongeveer een week voor het Rooftop Concert werd opgenomen.

## Muzikanten
Bezetting volgens Ian MacDonald
- Paul McCartney – zang, basgitaar
- John Lennon – zang, ritmegitaar
- George Harrison – achtergrondzang, leadgitaar
- Ringo Starr – drums
- Billy Preston - elektrische piano